# Antoine Arena
Antoine Arena, o anche Antonius Arena (Solliers, 1500 – 1563), è stato un poeta e giurista francese.
Dopo gli studi di diritto all'Università di Avignone, prestò servizio nell'esercito francese in Italia nel 1527, poi divenne giudice a Saint-Rémy-de-Provence.

## Opere
Fu autore di Ad suos compagnones studiantes (Ai suoi compagni studenti), opera in versi redatta in latino maccheronico, rimaneggiata più volte tra il 1520 e il 1530. Egli vi descrisse le Basse danse (danze di corte del XV e XVI secolo) e più brevemente la Pavana, la Gagliarda, il Tourdion e la Corrente.
Fu imitatore di Teofilo Folengo. Nel 1537 redasse una Meygra entrepriza catoliqui imperatoris di carattere storico.